# Paul-Albert de Forbin
Paul-Albert de Forbin-Gardanne, seigneur de Bonneval (1580 à Arles - 1661), dit le « Bailli de Forbin », est un officier de marine et aristocrate français des XVIe et XVIIe siècles. Il est ambassadeur de l'ordre de Saint-Jean de Jérusalem auprès du royaume de France, prieur de Saint-Gilles et lieutenant général des galères.

## Biographie
Issu de la famille de Forbin, une ancienne famille de la noblesse provençale, il est le troisième fils de Bertrand de Forbin, seigneur de Bonneval, commissaire général de la Marine, député de la noblesse aux États de la noblesse de 1591, gouverneur de la baronnie de Lambesc, et de sa femme Jeanne d'Ivray. Il est présenté de minorité dans l'ordre de Saint-Jean de Jérusalem en 1589, à l'âge de neuf ans,.
En 1604, il transporte, sur sa galère, de Civitavecchia à Marseille, le nonce en France, le futur Urbain VIII. En 1609, il commande la galère qui a la charge de diriger le début des travaux de la construction de l'hôtel des galères de Marseille.

## Ses années de service
Ayant présenté ses vœux de chevalier et fait ses caravanes, et comme beaucoup d'officiers de marine, il fait carrière dans la marine de Malte et celle de France simultanément. Engagé, le 26 octobre 1622, dans la bataille de Saint-Martin de Ré avec trois galères, il remorque le galion de 1 500 tonneaux de l'ordre de Saint-Jean de Jérusalem en grande difficulté.
En 1623, Pierre de Gondi, comte de Joigny, lui donne mission de commander les galères en son absence. En 1626, le Roi le nomme lieutenant général des galères. Le 22 avril 1627, Joigny lui donne « le soing de la galère réale ».
En 1638, il est envoyé en France en qualité d'ambassadeur de l'Ordre pour féliciter Louis XIII sur la naissance du Dauphin. Il se rend à Rome pour négocier quelques affaires et retourne ensuite à Paris toujours en qualité d'ambassadeur de l'Ordre.
Il devient grand commandeur en 1642. La même année, en juillet 1642, il part à la tête de seize galères et de vingt vaisseaux et se dirige devant Collioure par mer, alors que le maréchal de La Meilleraye l'assiégeait par terre. Il remporte un succès, obligeant Alonso de Salamano à protéger la Testa de Oro, gravement avariée par l'attaque des galères françaises, par pas moins de cinq vaisseaux. Après la reddition de cette place, le Bailli de Forbin retourne en Provence.
Paul-Albert de Forbin démissionne de son poste de lieutenant général, en août 1643, après la mort de Richelieu, démission acceptée par le secrétaire d’État à la Guerre.
Il reprend la mer pour rejoindre Barcelone avec ses galères, et venir en renfort du marquis de Brézé, amiral de France, qui commandait l'armée navale (44 vaisseaux et 14 galères). Quoique supérieure en nombre la flotte espagnole est dispersée grâce aux  manœuvres de Forbin coulant trois vaisseaux. Deux jours plus tard, un second combat naval a lieu et Forbin s'y distingue à nouveau.
En 1644, il est fait prieur de Saint-Gilles et ensuite gouverneur des îles d'Hyères. Il meurt le 12 juillet 1661 à Valbonnette près de Lambesc, à l'âge de 81 ans.

## Ses mémoires
En 1639, Paul-Albert de Forbin rédige un mémoire sur l'emploi des galères. Il y prend clairement position contre la course : 

« Les forces ne seront point oisives pendant la paix. Il y a toujours dessus la mer de quoi accroître la réputation des armes du roi, la purgeant des corsaires qui, depuis si longtemps, courent impunément sur les sujets de tous les princes chrétiens, volent leur subsistance et dédaignent leurs personnes dans une cruelle captivité qu'ils ne peuvent éviter qu'en reniant leur religion, ce qui n'arrive pas trop souvent. Il suffirait pour empêcher leur course que le roi fît partir tous les trois ans, au mois d'avril, une escadre de dix galères. Ce dessin est digne d'un roi très chrétien qui ne saurait rien faire de plus. »

Trois suggestions de Forbin furent mises en pratique par le roi :
- Le rachat des galères à leurs propriétaires. Un édit fut pris le 29 mars 1631 par Richelieu qui mit l'entretien des galères à la charge de l’État. Le manque de budget fit que cet édit dura jusqu'en 1662.
- La nomination des capitaines par le général des galères ou son lieutenant général.
- Le désarmement des galères en mauvais état, décision prise par le roi en présence du général des galères lors de la visite de l'arsenal des galères.

Tout cela ne permit pas de rétablir un véritable service des galères faute de budget. En 1544, il y avait 32 galères, 44 en 1558, il n'y avait que 27 galères offensives sur 40 en 1642, 27 en 1644, 18 en 1651, 24 en 1657, 20 en 1684, 30 en 1697 et 4 seulement en 1725.
Quatre ans avant sa mort, Paul-Albert de Forbin rédigea un autre mémoire pour se défendre contre les attaques portées contre lui. Il y rappelle ses titres de gloire et les bonnes actions qu'il eût envers La Religion.

## Sources
- Paul-Martial Cousot, « Paul-Albert de Forbin, Lieutenant général des galères : 1580-1661 », Provence historique, no d'édition,‎ avril-juin 1969 (lire en ligne)
- Louis de La Roque, Chevaliers de Malte appelés successivement Chevaliers de l'Ordre Militaire et Hospitalier de Saint-Jean de Jérusalem, de Rhodes et de Malte 1099 — 1890, Paris, Alp. Desaide, 1891
- Abbé C. Nicolas, « Histoire des grands prieurs et du prieuré de Saint-Gilles par M. Jean Raybaud, avocat et archivaire de ce prieuré : tome II », Mémoires de l'Académie de Nîmes, t. XXVIII,‎ 1905, p. 211-225, lire en ligne sur Gallica

## Annexe